# Pałac Wiśniowieckich i Mniszchów w Wiśniowcu

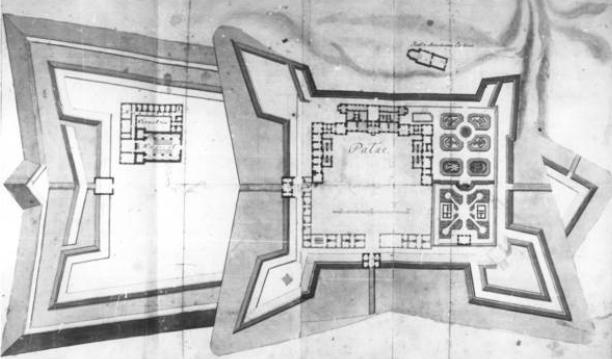
Fortyfikacje wokół pałacu w XVIII wieku

Pałac Wiśniowieckich i Mniszchów – położony jest na wysokiej skarpie, nad jarem Horynia i otoczony systemem fortyfikacji bastionowych. Jest to jedno z najznakomitszych barokowych rezydencjalnych założeń magnackich na Wołyniu.

## Historia

### Czasy Wiśniowieckich
Nazwa Wiśniowiec po raz pierwszy występuje w przywileju króla Władysława Warneńczyka, nadającym tamtejsze dobra w dzierżawę Wasylowi Zbaraskiemu, synowi Fedka, księcia nieświckiego. Wasyl pozostawił trzech synów, którzy w 1463 r. podzielili się spuścizną po ojcu. Wiśniowiec otrzymał wtedy Sołtan, który pierwszy nazwał się kniaziem Wiśniowieckim. Po jego bezpotomnej śmierci dobra do niego należące przeszły na jego bratanków. Wiśniowiec przypadł wówczas Michałowi Zbaraskiemu Wiśniowieckiemu, który jest właściwym protoplastą rodu Wiśniowieckich.
Synowie Michała, Aleksander i Iwan, dali początek dwom liniom rodu: młodszej (tzw. królewskiej), która wygasła ze śmiercią króla Michała Korybuta-Wiśniowieckiego w 1673 r., i starszej, która skończyła się na Michale Serwacym Wiśniowieckim w roku 1744. Wiśniowiec pozostawał przez cały czas w rękach tego rodu, z krótką przerwą gdy w 1593 r. dostał się w posagu Aleksandrze, zamężnej za ks. Jerzym Czartoryskim. 
W 1614 został odkupiony przez Michała Wiśniowieckiego, ojca Jeremiego Wiśniowieckiego. Jeremi, odziedziczywszy Wiśniowiec, przebudował zamek (być może w typie palazzo in fortezza), powiększając go i wzmacniając w 1640 roku obwarowania, oraz ufundował kościół i klasztor karmelitów bosych. Warownia była tak silna, że w 1648 roku nie zdołali jej zdobyć kozaccy powstańcy Bohdana Chmielnickiego. Po śmierci syna Jeremiego, króla Michała, Wiśniowiec w 1673 roku przeszedł na własność młodszej linii rodu w osobie ks. Dymitra Jerzego, jednak rok wcześniej zamek wiśniowiecki został na skutek zdrady zdobyty przez Turków, a załogę wycięto w pień. Zamek ten odbudowano na przełomie XVII i XVIII wieku wznosząc nowy pałacowy korpus główny z wyższą częścią środkową (ryzalitem) oraz flankującymi alkierzami.
Po 1720 roku zaczęto rozbudowywać pałac wg projektu francuskiego architekta majora Jakuba Daprèsa Blangeya z fundacji księcia Michała Serwacego Wiśniowieckiego. W latach 1728–1731 nastąpiła rozbudowa skrzydeł pałacowych po ślubie hetmana z Teklą Rożą z Radziwiłłów. Powstały ostatecznie układ założenia z dwustopniową gradacją dziedzińców avant-cour i cour d’honneur stanowi najbardziej klarowny przykład kompozycji przestrzennej o genezie francuskiej.

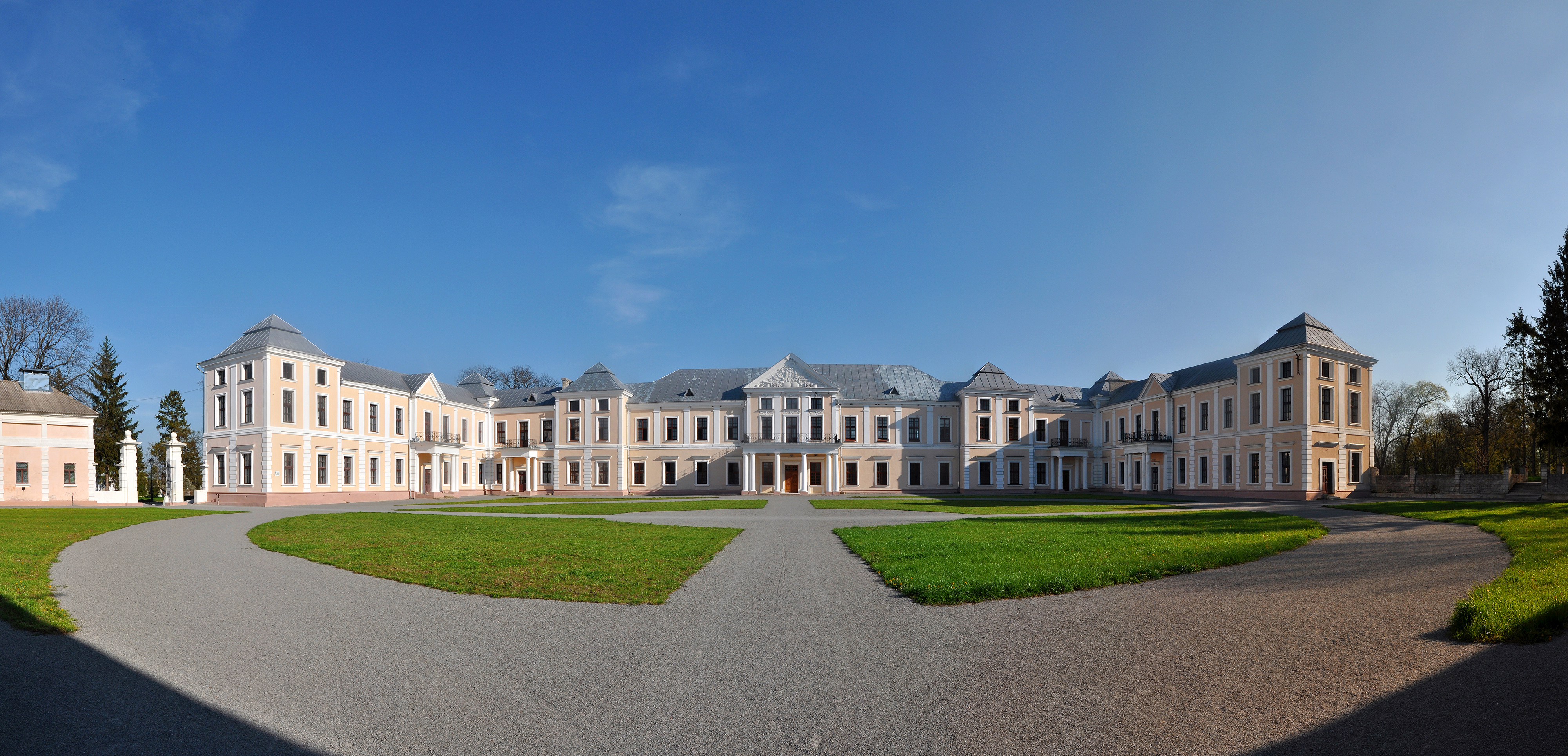
Pałac w Wiśniowcu po barokowej odbudowie w XVIII wieku

### Czasy Mniszchów
Po śmierci Michała Serwacego Wiśniowieckiego w 1744 roku Wiśniowiec wraz z 13 kluczami majątków odziedziczyła jego małżonka, a następnie jego córka z pierwszego małżeństwa Elżbieta, która przekazała majątek swojej córce Katarzynie Zamoyskiej (1723-1771). Ona to wniosła Wiśniowiec do majątku swego męża Jana Karola Mniszcha. Po jego śmierci w 1759 roku majątek objął jego syn Michał Jerzy Wandalin Mniszech. Za czasów jego rządów pałac rozszerzono i przebudowano w stylu rokokowym kończąc prace około 1781 roku. Jan Karol Mniszech był jednym z pierwszych organizatorów wolnomularstwa w Polsce w związku z tym założył lożę w Wiśniowcu. Okres, kiedy Wiśniowiec należał do przedstawicieli rodziny Mniszchów, jest uznawany za czas największego rozkwitu rezydencji. W 1783 roku pałac objął Michał Jerzy Mniszech. Wtedy też nowego blasku nabrało życie dworskie, uświetniane przedstawieniami teatralnymi. Książę z zamiłowaniem gromadził pamiątki historyczne. Dwukrotnie goszczono tu króla Stanisława Augusta Poniatowskiego: w 1781, gdy król spotkał się tu z w.ks. Pawłem (późniejszym carem Pawłem I) i w 1787 gdy król udawał się do Kaniowa. Park pałacowy, urządzony z końcem XVIII w. przez ogrodnika Miklera, należał do najpiękniejszych na Wołyniu. W 1806 roku zmarł Michał Jerzy i pałac po nim objął jego syn Karol Filip Mniszech.
W 1846 pałac wraz z bardzo zadłużonym majątkiem odziedziczyli bracia Andrzej Jerzy Mniszech i Jerzy. W 1852 roku Andrzej Jerzy sprzedał pałac gruzińskiej księżnej Abamelek i wywiózł z Wiśniowca do Paryża znaczną część kolekcji malarskiej i sprzedał bibliotekę.

### Czasy późniejsze
W 1857 roku pałac kupił kolekcjoner i bibliofil Włodzimierz Broel-Plater, jednak był on właścicielem tylko do 1873, bo zadłużony majątek został zlicytowany. Właścicielem został Konstantin A. Gorczakow. W 1876 po ponownej licytacji pałac trafił w ręce kijowskiego bankiera Iwana Tolla (Tolli). W 1913 r. pałac zakupiony został przez hr. Zygmunta Grocholskiego.
Pałac przetrwał I wojnę światową w dobrym stanie i dopiero w 1920 r. w czasie wojny Polski z ZSRR został zniszczony i obrabowany. W 1924 r. Sejmik Krzemieniecki zakupił pałac wraz z parkiem, w związku z czym pałac odnowiono wg projektu architekta Władysława Horodeckiego. Po odrestaurowaniu pałac przeznaczono na szkołę rzemieślniczą, dom sierot i szpital. Na początku 1938 na murach pałacu w Wiśniowcu ustanowiono tablicę poświęconą Zygmuntowi Robakiewiczowi, skazanego wcześniej wyrokiem sądu za nadużycia finansowe.
Pałac ponownie ucierpiał w 1944 r. w czasie II wojny światowej. W lutym 1944 r. oddział ukraińskiej partyzantki OUN po tym, gdy dokonał masakry około 180 Polaków, którzy schronili się na terenie klasztoru w Wiśniowcu, następnie zaatakował Polaków chroniących się na zamku, których po wymordowaniu zakopano w zamkowej fosie.
W latach 50. XX wieku pałac wyremontowano i zamieniono na szkołę.

## Architektura
Pałac zbudowany jest w stylu barokowym, jego plan ma kształt podkowy z parterowymi skrzydłami, w środkowej części pałac jest dwukondygnacyjny. Korpus główny jest flankowany alkierzami.

## Fortyfikacje
Pałac był otoczony fortyfikacjami bastionowymi z trzema dużymi wysuniętymi bastionami i czwartym mniejszym w narożu od strony rzeki.